# حملة فيكسبيرغ
شكّلت حملة فيكسبيرغ (بالإنجليزية: Vicksburg campaign) سلسلة من المناورات والمعارك في المسرح الغربي للحرب الأهلية الأمريكية الموجهة ضد فيكسبيرغ، ميسيسيبي، وهي تعد حصنًا سيطرت على آخر قسم من الولايات الكونفدرالية الأمريكيةعلى نهر المسيسيبي. سيطر جيش اتحاد تينيسي بقيادة اللواء يوليسيس جرانت على النهر من خلال الاستيلاء على هذا المعقل وهزيمة قوات الفريق جون بيمبرتون المتمركزة هناك.
تألفت الحملة من مجموعة من العمليات البحرية الهامة ومناورات القوات والمبادرات الفاشلة إلى جانب إحدى عشرة معركة متميزة امتدت من 26 ديسمبر عام 1862 إلى 4 يوليو عام 1863. يقسّم المؤرخون العسكريون الحملة إلى مرحلتين رسميتين: العمليات ضد فيكسبيرغ (ديسمبر عام 1862 – يناير عام 1863) وعمليات جرانت ضد فيكسبيرغ (مارس – يوليو عام 1863).
خطط جرانت في البداية لنهج على مرحلتين يتقدم فيه نصف جيشه بقيادة اللواء ويليام شيرمان إلى نهر يازو محاولًا الوصول إلى فيكسبيرغ من الشمال الشرقي، بينما أخذ جرانت ما تبقى من الجيش إلى أسفل سكة حديد المسيسيبي المركزية. فشلت كلتا المبادرتين. أجرى جرانت عددًا من «التجارب» أو الرحلات الاستكشافية - عمليات جرانت بايو - التي حاول فيها تمكين وصول بطاريات المدفعية المنقولة عبر الماء إلى نهر المسيسيبي في جنوب فيكسبيرغ. فشلت جميع هذه المبادرات الخمس أيضًا. أخيرًا، قامت زوارق الاتحاد الحربية وقوارب نقل القوات بتشغيل البطاريات في فيكسبيرغ والتقت برجال جرانت الذين ساروا برًا في لويزيانا. في 29 و30 أبريل من عام 1863، عبر جيش جرانت المسيسيبي وهبط في بروينسبيرغ، ميسيسيبي. بعد سلسلة متقنة من المظاهرات وعمليات التحويل التي خدعت الكونفدراليين، حدثت عمليات الإنزال دون أي مواجهة. على مدار 17 يومًا التالية، قام جرانت بمناورة جيشه في الداخل وفاز بخمس معارك واستولى على عاصمة الولاية جاكسون، ميسيسيبي، ودخل إلى فيكسبيرغ وفرض الحصار عليها.
بعد استسلام جيش بيمبرتون في 4 يوليو (بعد يوم واحد من هزيمة الكونفدرالية في معركة غيتيسبيرغ) واستسلام بورت هدسون للرائد الجنرال ناثانيل برنتيس بانكس في 9 يوليو، تم عزل تكساس وأركنساس فعليًا عن الولايات الكونفدرالية، وأصبح نهر المسيسيبي مفتوحًا مرة أخرى للتجارة الشمالية للوصول إلى خليج المكسيك باعتباره خط الإمداد لجيش الاتحاد. تمت دراسة حملة جرانت فيكسبيرغ باعتبارها تحفة فنية للعمليات العسكرية ونقطة تحول رئيسية في الحرب.

## الخلفية

### الحالة العسكرية
كانت فيكسبيرغ نقطة حيوية من الناحية الاستراتيجية للكونفدراليين. قال جيفيرسون ديفيس، «إن فيكسبيرغ هي الرأس الذي يجمع نصفي الجنوب معًا». بينما كانت ماتزال في أيديهم، منعت الملاحة التابعة للاتحاد أسفل نهر المسيسيبي؛ إلى جانب السيطرة على مصب النهر الأحمر وبورت هدسون إلى الجنوب، وسمح فقط بالاتصال بالولايات الواقعة غرب النهر التي يعتمد عليها الكونفدراليون بشكل كبير في الخيول والماشية والتعزيزات. كانت الدفاعات الطبيعية للمدينة مثالية، ما أكسبها لقب «جبل طارق الكونفدرالي». كانت تقع على تلة عالية تطل على منعطف على شكل حدوة حصان في النهر، في شبه جزيرة دي سوتو، ما يجعل من المستحيل تقريبًا الاقتراب منها بالسفينة. يقع في شمال وشرق فيكسبيرغ دلتا المسيسيبي (تُعرف أحيانًا باسم دلتا يازو)، وهي منطقة تبعد 200 ميل (320 كم) شمالًا باتجاه الجنوب وعرضًا يصل إلى 50 ميلًا (80 كم)، والتي وصفها الجغرافي وارن إي غراباو بأنها «شبكة معقدة بشكل مذهل من الممرات المائية المتقاطعة»، بعضها كان يُستخدم للملاحة فقط. شكلت المناطق الواقعة بين الأنهار الحديثة والحوض أحواضًا مغلقة تسمى المستنقعات الخلفية، والتي وصفها غراباو: «سواء غمرت المياه بشكل دائم أم لا، كانت المستنقعات الخلفية لجميع الأغراض العملية برية جامحة وغير سالكة أبدًا لا للخيول ولا لأي شكل من أشكال المركبات ذات العجلات، فهي صعبة للغاية حتى بالنسبة لرجل يمشي على الأقدام». على بعد حوالي اثني عشر ميلًا (19 كم) فوق نهر يازو، تمركزت بطاريات المدفعيات الكونفدرالية في هاينز بلاف. كانت أرض لويزيانا غرب فيكسبيرغ صعبة أيضًا، مع وجود العديد من الجداول والطرق الريفية الفقيرة والفيضانات الشتوية واسعة النطاق، وكانت على الجانب الآخر من النهر من القلعة.
تعرضت المدينة لهجوم الاتحاد البحري في السابق. تحرك الأدميرال ديفيد فاراغوت إلى أعلى النهر بعد استيلائه على نيو أورلينز، ثم في 18 مايو عام 1862، طالب باستسلام فيكسبيرغ. لم يكن لدى فاراغوت قوات كافية لفرض السيطرة التامة، لذا عاد إلى نيو أورلينز مع أسطوله في يونيو عام 1862، لكن محاولاتهم (26-28 يونيو) لقصف القلعة للاستسلام قد فشلت. قصفوا فيكسبيرغ طوال شهر يوليو وخاضوا بعض المعارك الصغيرة مع عدد قليل من السفن الكونفدرالية في المنطقة، لكن قواتهم لم تكن كافية لمحاولة الهبوط، لذا تخلوا عن محاولات إجبار المدينة على الاستسلام. استطاع فاراغوت تجاوز المنحدرات المحصنة عن طريق حفر قناة عبر رقبة منعطف النهر، في شبه جزيرة دي سوتو. في 28 يونيو، بدأ العميد الجنرال توماس ويليامز، الملحق بقيادة فاراغوت، في حفر القناة من خلال توظيف عمال محليين وبعض الجنود. وقع العديد من الرجال ضحية لأمراض المناطق المدارية والإرهاق الحراري، وتم التخلي عن العمل بحلول 24 يوليو. (قُتل ويليامز بعد أسبوعين في معركة باتون روج).
في خريف عام 1862، تمت ترقية اللواء الجنرال هنري هاليك من قيادة المسرح الغربي إلى منصب الرئيس العام لجميع جيوش الاتحاد. في 23 نوفمبر، أشار إلى منح تفضيله لانتقال كبير إلى نهر المسيسيبي إلى فيكسبيرغ؛ بأسلوب هاليك، ترك مبادرة كبيرة لتصميم حملة هامة، وهي فرصة اغتنمها جرانت المشاكس. تلقى هاليك انتقادات لعدم تحركه على الفور من ممفيس، تينيسي للاستيلاء على فيكسبيرغ خلال الصيف عندما كان في موقع الحادث. كان يعتقد أن البحرية يمكنها الاستيلاء على القلعة بمفردها، دون أن يعرف أن القوة البحرية لم تكن مدعمة بالقوات البرية الكافية لإنهاء المهمة. ما كان يمكن أن يحقق النجاح في صيف عام 1862 لم يعد ممكنًا بحلول نوفمبر لأن الكونفدراليين عززوا الحامية بشكل أكبر بحلول ذلك الوقت. بالإضافة إلى أن نُظمم الملاحة الموثوقة على النهر كانت موسمية فقط، وكان الانخفاض الطبيعي في مستوى النهر خلال شهري الخريف والشتاء يحد من فائدة الشحن أو سحب القوارب النهرية الصالحة للاستخدام وعدد الرجال وكمية الإمدادات والمعدات التي يمكنهم نقلها.
سار جيش جرانت جنوبًا أسفل سكة حديد المسيسيبي المركزية وشكلوا قاعدة أمامية في هولي سبرينغز. خطط جرانت لهجوم على مرحلتين في اتجاه فيكسبيرغ. كان مساعده الرئيسي، اللواء جنرال ويليام شيرمان، يتقدم أسفل النهر بأربعة أقسام (برفقة حوالي 32،000 جندي) بينما يواصل جرانت مع القوات المتبقية (حوالي 40،00 جندي) أسفل خط السكك الحديدية إلى أكسفورد، حيث كان ينتظر التطورات هناك على أمل إغراء الجيش الكونفدرالي بالخروج من المدينة لمهاجمته بالقرب من غرينادا، ميسيسيبي.
على الجانب الكونفدرالي، كانت القوات في ولاية ميسيسيبي تحت قيادة الفريق الجنرال جون س. بيمبرتون، وهو ضابط من ولاية بنسلفانيا اختار القتال لصالح الجنوب. جمع بيمبرتون ما يقرب من 12،000 جندي في فيكسبيرغ وجاكسون، ميسيسيبي، وكان اللواء إيرل فان دورن لديه ما يقرب من 42،000 جندي في غرينادا.
في غضون ذلك، كانت القوى السياسية تواصل تحركها. اعترف الرئيس أبراهام لينكون منذ وقت طويل بأهمية فيكسبيرغ؛ وكتب عن ذلك: «فيكسبيرغ هي المفتاح.... لا يمكن إنهاء الحرب أبدًا حتى يصبح هذا المفتاح في جيبنا». تصور لينكون أيضًا هجومًا من مرحلتين، أعلى وأسفل النهر. كان اللواء الجنرال جون ألكسندر ماكليرناند، وهو سياسي ديمقراطي، قد أقنع لينكون بأنه يمكنه قيادة جيش أسفل النهر والاستيلاء على فيكسبيرغ. وافق لينكون على اقتراحه وأراد من اللواء جنرال ناثانيل برنتيس بانكس التقدم في النهر من نيو أورلينز في نفس الوقت. بدأ ماكليرناند في تنظيم الأفواج وإرسالها إلى ممفيس. بالعودة إلى واشنطن العاصمة، كان هاليك قلقًا بشأن ماكليرناند وأعطى جرانت السيطرة على جميع القوات في وزارته. تم تقسيم قوات مكليرناند إلى فيلقين، أحدهما تحت قيادة مكليرناند والآخر تحت قيادة شيرمان. اشتكى ماكليرناند من ذلك لكن دون جدوى. استولى جرانت على قواته، وهي واحدة من عدة مناورات في نزاع خاص داخل جيش الاتحاد بين جرانت وماكليرناند استمر طوال الحملة.